# Divisa Nova
Divisa Nova is een gemeente in de Braziliaanse deelstaat Minas Gerais. De gemeente telt 5.828 inwoners (schatting 2009).